# Aire urbaine de Mussidan
L'aire urbaine de Mussidan était une aire urbaine française constituée autour de la ville de Mussidan, en Dordogne.
En 2020, l'Insee définit un nouveau zonage d'étude : les aires d'attraction des villes en remplacement des aires urbaines. Mussidan en est dépourvue.

## Caractéristiques
L'aire urbaine de Mussidan était composée de sept communes, toutes situées en Dordogne.
Son pôle urbain était l'unité urbaine de Mussidan, formée de six communes.

### Communes
Selon la délimitation de 2010, les sept communes appartenant à l'aire urbaine de Mussidan étaient Bourgnac, Mussidan, Saint-Front-de-Pradoux, Saint-Louis-en-l'Isle, Saint-Martin-l'Astier, Saint-Médard-de-Mussidan et Sourzac.

## Évolution démographique
L'évolution démographique concerne l'aire urbaine selon le périmètre défini en 2010.
| 1968  | 1975  | 1982  | 1990  | 1999  | 2007  | 2012  | 2017  |
| ----- | ----- | ----- | ----- | ----- | ----- | ----- | ----- |
| 6 816 | 7 329 | 7 491 | 7 268 | 6 972 | 7 299 | 7 611 | 7 474 |